# Хорватия в Боснийской войне
Участие Хорватии в войне в Боснии и Герцеговине историками оценивается по-разному. За время конфликта, начиная с 1991 года, Хорватия оказывала поддержку как боснийским хорватам, так и боснийским мусульманам, а в определённые моменты её вооружённые силы принимали участие в боевых действиях на территории БиГ.

## Политическое участие
12 ноября 1991 года президент Хорватии Франьо Туджман поддержал создание Хорватского содружества Герцег-Босна в качестве отдельной политической, культурной, экономической и территориальной единицы на территории Боснии и Герцеговины.
По оценкам Елены Гуськовой, политика Франьо Туджмана была направлена на присоединение части территории БиГ к Хорватии. Он поощрял обособление территорий с большинством хорватского населения. Когда шло обсуждение мирного плана Вэнса-Оуэна, особенно активно за присоединение населённых хорватами районов БиГ выступал министр обороны Хорватии Гойко Шушак. Посол США в СФРЮ У. Циммерман писал:
Шушак и его свита постоянно осаждали Ф. Туджмана с этой идеей, но хорватского президента не надо было долго уговаривать. На одной из встреч со мной 14 января 1992 года Ф. Туджман больше часа уверял меня, что Боснию надо разделить между Хорватией и Сербией

## Военное участие
Летом 1991 года, уже во время распада Югославии, Хорватское демократическое содружество начало создавать полувоенные формирования на территории БиГ. Политическое и военное руководство Хорватии прилагали значительные усилия для создания армии боснийских хорватов. Благодаря этому Хорватский Совет Обороны был сформирован в краткий срок и встретил начало боевых действий с уже налаженной структурой.
По данным хорватского историка Давора Марьяна, поставки оружия из Хорватии в БиГ начались уже в 1991 году. Первоначально оно попадало только в подразделения боснийских хорватов, но после начала широкомасштабных боевых действий поставки оружия начались и для армии боснийских мусульман. Помимо оружия и военного снаряжения, весной 1992 года хорватские солдаты начали пополнять отряды боснийских хорватов. В частности, по решению главного инспектора ВС Хорватии генерала Мартина Шпегеля, в БиГ посылались военнослужащие из частей Оперативной зоны «Риека». Также на территории Хорватии происходило формирование подразделений для армии боснийских мусульман. Например, 30 мая 1992 года был сформирован 1-й Краинский батальон Территориальной Обороны БиГ, а 27 июня того же года была сформирована 7-я Краинская бригада Территориальной Обороны БиГ.